# Косарал (Актюбинская область)
Косарал (каз. Қосарал) — село в Байганинском районе Актюбинской области Казахстана. Входит в состав Карауылкелдынского сельского округа. Код КАТО — 153630500.

## Население
В 1999 году население села составляло 389 человек (214 мужчин и 175 женщин). По данным переписи 2009 года, в селе проживало 397 человек (205 мужчин и 192 женщины).